# Toppserien 2024
La Toppserien 2024 è stata la 41ª edizione della massima serie del campionato norvegese. La competizione è iniziata il 16 marzo e si è conclusa il 16 novembre 2024. Il campionato è stato vinto dal Vålerenga per la seconda volta consecutiva.

## Stagione

### Novità
Dalla Toppserien 2023 era stato retrocesso l'Arna-Bjørnar, mentre dalla 1. divisjon 2023 era stato promosso il Kolbotn, al ritorno nella massima serie dopo un anno di assenza. Il play-off promozione-retrocessione era stato vinto dall'Avaldsnes, che aveva mantenuto la categoria, dopo aver battuto il TIL 2020, secondo in 1. divisjon. Non avendo, però, rispettato i requisiti per mantenere la licenza di partecipazione alla Toppserien, questa è stata ritirata all'Avaldsnes. Il suo posto è stato assegnato all'Arna-Bjørnar.

### Formula
La formula del campionato è rimasta invariata rispetto all'edizione precedente. Le dieci squadre partecipanti si sono affrontate in un girone all'italiana, dove ciascuna squadra ha affrontato le altre tre volte, delle quali almeno una in casa e una in trasferta, per un totale di 27 giornate. La squadra prima classificata è stata dichiarata campione di Norvegia. Le prime due classificate sono ammesse all'UEFA Women's Champions League 2025-2026, mentre la terza classificata è ammessa alla seconda competizione UEFA per club. L'ultima classificata è stata retrocessa direttamente in 1. divisjon, mentre la penultima ha giocato un play-off promozione-retrocessione contro la seconda classificata in 1. divisjon.

## Squadre partecipanti
| Club         | Città      | Stadio                         | Stagione precedente     |
| ------------ | ---------- | ------------------------------ | ----------------------- |
| Arna-Bjørnar | Arna       | Arna Idrettspark               | 10º posto in Toppserien |
| Åsane        | Bergen     | Åsane Arena                    | 8º posto in Toppserien  |
| Brann        | Bergen     | Brann Stadion                  | 4º posto in Toppserien  |
| Kolbotn      | Kolbotn    | Grorud Match Kunstgress (Oslo) | 1º posto in 1. divisjon |
| LSK Kvinner  | Lillestrøm | LSK-hallen                     | 3º posto in Toppserien  |
| Lyn          | Oslo       | Kringsjå Kunstgress            | 6º posto in Toppserien  |
| Rosenborg    | Trondheim  | Koteng Arena                   | 2º posto in Toppserien  |
| Røa          | Oslo       | Røa Kunstgress                 | 7º posto in Toppserien  |
| Stabæk       | Bærum      | Nadderud Stadion               | 5º posto in Toppserien  |
| Vålerenga    | Oslo       | Intility Arena                 | 1º posto in Toppserien  |

## Classifica finale
|  | Pos. | Squadra          | Pt | G  | V  | N | P  | GF | GS | DR  |
|  | ---- | ---------------- | -- | -- | -- | - | -- | -- | -- | --- |
|  | 1.   | Vålerenga        | 73 | 27 | 24 | 1 | 2  | 74 | 17 | +57 |
|  | 2.   | Brann            | 58 | 27 | 19 | 1 | 7  | 70 | 24 | +46 |
|  | 3.   | Rosenborg        | 46 | 27 | 15 | 1 | 11 | 38 | 32 | +6  |
|  | 4.   | LSK Kvinner (-4) | 44 | 27 | 14 | 6 | 7  | 43 | 31 | +12 |
|  | 5.   | Stabæk           | 37 | 27 | 11 | 4 | 12 | 40 | 38 | +2  |
|  | 6.   | Lyn              | 33 | 27 | 9  | 6 | 12 | 25 | 41 | -16 |
|  | 7.   | Røa              | 29 | 27 | 9  | 2 | 16 | 22 | 37 | -15 |
|  | 8.   | Kolbotn          | 26 | 27 | 7  | 5 | 15 | 28 | 55 | -27 |
|  | 9.   | Åsane            | 18 | 27 | 3  | 9 | 15 | 19 | 39 | -20 |
|  | 10.  | Arna-Bjørnar     | 15 | 27 | 2  | 9 | 16 | 17 | 62 | -45 |

Legenda:
      Campione di Norvegia e ammessa all'UEFA Women's Champions League 2025-2026.
      Ammessa all'UEFA Women's Champions League 2025-2026.
      Ammessa alla seconda competizione UEFA per club.
  Ammessa allo spareggio promozione-retrocessione.
      Retrocessa in 1. divisjon 2025.
Regolamento:
Tre punti a vittoria, uno a pareggio, zero a sconfitta.
In caso di arrivo di due o più squadre a pari punti, la graduatoria finale è stata stilata secondo i seguenti criteri:
- Differenza reti generale,
- Reti realizzate in generale,
- Punti negli scontri diretti,
- Differenza reti negli scontri diretti.

Note:
Il LSK Kvinner ha scontato 4 punti di penalizzazione per non aver raggiunto gli obiettivi finanziari richiesti per la licenza di Toppserien; 1 punto tolto a maggio 2024, gli altri 3 a settembre 2024.

## Risultati

### Tabellone 1ª-18ª giornata
|              | Arn  | Åsa  | Bra  | Kol  | LSK  | Lyn  | Røa  | Ros  | Sta  | Vål  |
| ------------ | ---- | ---- | ---- | ---- | ---- | ---- | ---- | ---- | ---- | ---- |
| Arna-Bjørnar | ---- | 0-0  | 0-10 | 0-2  | 1-1  | 1-1  | 1-2  | 0-1  | 1-2  | 1-3  |
| Åsane        | 1-1  | ---- | 0-3  | 1-1  | 0-0  | 1-1  | 1-1  | 0-1  | 0-0  | 0-3  |
| Brann        | 5-1  | 2-1  | ---- | 6-0  | 1-0  | 2-1  | 2-1  | 1-1  | 0-1  | 0-2  |
| Kolbotn      | 4-1  | 1-0  | 2-6  | ---- | 0-0  | 2-2  | 0-1  | 2-4  | 1-1  | 0-1  |
| LSK Kvinner  | 3-0  | 3-1  | 4-2  | 2-1  | ---- | 1-0  | 3-1  | 2-1  | 3-2  | 0-4  |
| Lyn          | 1-0  | 1-0  | 1-5  | 0-2  | 1-0  | ---- | 0-1  | 1-0  | 1-7  | 2-0  |
| Røa          | 3-0  | 2-1  | 2-0  | 3-1  | 3-2  | 0-1  | ---- | 1-0  | 1-0  | 1-2  |
| Rosenborg    | 4-0  | 1-0  | 0-2  | 2-1  | 1-0  | 1-2  | 1-4  | ---- | 1-0  | 0-2  |
| Stabæk       | 1-2  | 3-2  | 0-1  | 2-0  | 0-1  | 0-0  | 2-0  | 1-0  | ---- | 2-6  |
| Vålerenga    | 6-0  | 4-1  | 2-0  | 4-0  | 1-0  | 3-1  | 0-1  | 5-0  | 3-1  | ---- |

### Tabellone 19ª-27ª giornata
|              | Arn  | Åsa  | Bra  | Kol  | LSK  | Lyn  | Røa  | Ros  | Sta  | Vål  |
| ------------ | ---- | ---- | ---- | ---- | ---- | ---- | ---- | ---- | ---- | ---- |
| Arna-Bjørnar | ---- | 1-1  | ---- | 1-2  | ---- | 1-1  | ---- | 0-0  | ---- | 1-3  |
| Åsane        | ---- | ---- | ---- | ---- | ---- | 1-0  | ---- | 1-0  | 2-4  | 1-3  |
| Brann        | 0-1  | 1-0  | ---- | ---- | ---- | ---- | ---- | 4-0  | 3-0  | 1-2  |
| Kolbotn      | ---- | 0-2  | 0-5  | ---- | 1-3  | 1-1  | 2-1  | ---- | ---- | ---- |
| LSK Kvinner  | 2-2  | 1-1  | 0-2  | ---- | ---- | ---- | ---- | 1-0  | ---- | ---- |
| Lyn          | ---- | ---- | 1-3  | ---- | 2-5  | ---- | ---- | 1-0  | 0-1  | ---- |
| Røa          | 3-0  | 1-0  | 1-3  | ---- | 1-2  | 0-2  | ---- | ---- | ---- | ---- |
| Rosenborg    | ---- | ---- | ---- | 0-2  | ---- | ---- | 0-1  | ---- | 3-1  | 0-2  |
| Stabæk       | 0-0  | ---- | ---- | 3-0  | 1-3  | ---- | 3-1  | ---- | ---- | ---- |
| Vålerenga    | ---- | ---- | ---- | 3-0  | 1-1  | 3-0  | 3-1  | ---- | 3-2  | ---- |

## Play-off promozione-retrocessione
Al play-off sono state ammesse la nona classificata in Toppserien, l'Åsane, e la seconda classificata in 1. divisjon, il Bodø/Glimt. Dopo che sia l'andata che il ritorno si sono concluse in parità, il play-off è stato vinto dal Bodø/Glimt dopo i tiri di rigore.
|            | Risultati           |            | Luogo e data             |
| ---------- | ------------------- | ---------- | ------------------------ |
| Åsane      | 0-0                 | Bodø/Glimt | Bergen, 20 novembre 2024 |
| Bodø/Glimt | 1-1 (dts) (3-1 dtr) | Åsane      | Bodø, 23 novembre 2024   |

## Statistiche

### Classifica marcatrici
Fonte: sito della federazione norvegese.
| Gol | Rigori |  | Giocatore               | Squadra     |
| --- | ------ |  | ----------------------- | ----------- |
| 18  |        |  | Anna Aahjem             | Brann       |
| 14  | 1      |  | Iris Omarsdottir        | Stabæk      |
| 13  |        |  | Karina Sævik            | Vålerenga   |
| 13  |        |  | Olaug Tvedten           | Vålerenga   |
| 10  | 2      |  | Amalie Vevle Eikeland   | Brann       |
| 10  |        |  | Marie Moen Preus        | Kolbotn     |
| 9   | 3      |  | Julie Elise Hoff Klæboe | Røa         |
| 9   |        |  | Thea Kyvåg              | LSK Kvinner |
| 8   |        |  | Rakel Engesvik          | Brann       |
| 8   |        |  | Elise Thorsnes          | Vålerenga   |